# Базуж дез Але
Базуж дез Але (фр. Bazouge-des-Alleux) насеље је и општина у западној Француској у региону Лоара, у департману Мајен која припада префектури Мајен.
По подацима из 2011. године у општини је живело 481 становника, а густина насељености је износила 26,57 становника/km². Општина се простире на површини од 18,1 km². Налази се на средњој надморској висини од 130 метара (максималној 146 m, а минималној 76 m).

## Демографија
| 1962. | 1968. | 1975. | 1982. | 1990. | 1999. | 2011. |
| ----- | ----- | ----- | ----- | ----- | ----- | ----- |
| 276   | 286   | 260   | 249   | 261   | 262   | 481   |

График промене броја становника у току последњих година